# Durlstotherium
Durlstotherium è un genere estinto di piccoli mammiferi, vissuti nel Cretacico inferiore, circa 145 milioni di anni fa (Berriasiano). I fossili sono stati rinvenuti nella “Jurassic Coast”, nell'attuale Dorset, in Inghilterra.

## Descrizione
Durlstotherium era un animale di piccole dimensioni, simile a un ratto. Ne sono state identificate due specie, grazie al ritrovamento di alcuni denti che hanno sbalordito i paleontologi dell'Università di Portsmouth per la loro somiglianza con quelli di mammiferi decisamente più moderni: Durlstotherium disponeva di una dentatura evoluta simile a quella dei suoi discendenti vissuti 60 milioni di anni dopo, nel Cretacico superiore. L'esperto di protomammiferi, Steve Sweetman, ha affermato l'eccezionalità della scoperta: “Questi resti di 145 milioni di anni fa sono sicuramente i primi denti di cui si abbia notizia riferibili alla linea evolutiva dei mammiferi, la stessa degli umani”.

## Stile di vita
I denti di Durlstotherium rinvenuti sono decisamente usurati: ciò porta alla conclusione che questo animale potesse raggiungere un'età avanzata, in confronto a specie simili. Potendo essere preda dei dinosauri, in particolare quelli di taglia inferiore, Durlstotherium si era adattato a vivere sottoterra, scavando tane sotto forma di cunicoli, dalle quali usciva durante le ore notturne. La sua dieta era composta principalmente da insetti e piante.